# 京都大学大学院エネルギー科学研究科
京都大学大学院エネルギー科学研究科（きょうとだいがくだいがくいんエネルギーかがくけんきゅうか、英語: Graduate School of Energy Science）は、京都大学の大学院独立研究科。京都大学エネルギー理工学研究所（エネ研）と密接な関係を持つ。

## 概要
1996年（平成8年）5月11日に、「21世紀の世界人口の爆発的急増と生活水準の向上によるエネルギー資源の枯渇、ならびに温暖化などによる環境悪化の抑止」を研究目的に、旧原子エネルギー研究所とへリオトロン核融合研究センターの一部が統合・改組して京都大学エネルギー理工学研究所が発足したが、教育と研究の両輪が必須ということで、同時に大学院エネルギー科学研究科が創設された。
2002年度に、エネルギー理工学研究所、生存圏研究所と合同で、21世紀COE「環境調和型エネルギーの研究教育拠点形成」プログラムを推進している。
2005年度には、文部科学省の「魅力ある大学院教育」イニシアティブ事業に採択されている。
発足から10年、20年と経過する中で、特に東北地方太平洋沖地震、福島第一原子力発電所事故（2011年）は、エネルギーシステムの脆弱さを実感させ、災害に強く環境に優しい新しいエネルギーシステムの構築が求められている。その構築に向けての基盤技術開発研究、その導入を図るための経済や政策、教育といった社会的側面からの研究、人材の育成を、国際的に行っている。

## 教育
エネルギー科学の修士課程、博士後期課程を置く。学位に付記する専攻分野の名称は「エネルギー科学」。2015年度よりダブルディグリーコースを設置する。

## 組織

### 専攻
- エネルギー社会・環境科学専攻
- エネルギー基礎科学専攻 - エネ研との協力講座を置く
- エネルギー変換科学専攻 - エネ研と協力講座を置く
- エネルギー応用科学専攻 - エネ研と協力講座を置く

## IAESREC
国際先端エネルギー科学研究教育センター（International Advanced Energy Science Research and Education Center、英語略称: IAESREC）は、国際連携強化を目的として設立され、現地運営型研究室（オンサイトラボラトリ）やダブルディグリー（二重学位）プログラムを運営している。

### パートナー関係
出典。
- フランス
  - 京都大学・熊本大学・ボルドー大学国際共同ラボ (LIA-CNPA)
  - ボルドー大学
  - ペルピニャン大学
  - フランス国立科学研究センター
- タイ
  - タイ国立科学技術開発庁
  - モンクット王工科大学トンブリー校
- 中華人民共和国・浙江大学
- 韓国・亜州大学
- インド・インド科学大学院大学（インド）